# فرنسيس هوبسون
فرنسيس هوبسون (بالإنجليزية: Francis Hobson)‏ (1889 في المملكة المتحدة - 1961 في المملكة المتحدة) هو لاعب كرة قدم بريطاني (وحمل سابقاً جنسية المملكة المتحدة لبريطانيا العظمى وأيرلندا) في مركز الوسط. لعب مع ستوك سيتي.